# Pseudobagrus virgatus
Pseudobagrus virgatus är en fiskart som först beskrevs av Oshima 1926.  Pseudobagrus virgatus ingår i släktet Pseudobagrus och familjen Bagridae. Inga underarter finns listade i Catalogue of Life.